# Aldo Donati
Aldo Donati (29. září 1910, Budrio, Italské království - 3. listopad 1984, Řím, Itálie) byl italský fotbalový záložník.
Fotbalovou kariéru začal v Boloňi, s níž debutoval v 19 letech, 25. května 1930. V klubu strávil osm sezon, ale odehrál jen 61 utkání. S klubem slavil vítězství v lize hned dvakrát ( (1935/36 a 1936/37). V roce 1937 jej koupil AS Řím, kde strávil šest sezón. Odtud dostal pozvánku na MS 1938, kde slavil zlato, aniž by odehrál utkání. Za AS Řím vyhrál poslední titul a to s sezoně 1941/42. Kariéru ukončil v dresu Interu za který nastoupil dvakrát.
Zemřel 3. listopadu 1984 ve věku 74 let, když byl zabit v Římě pouličním pirátem.

## Hráčská statistika
| Sezóna  | Klub    | Liga      | Liga   | Liga | Ligové poháry | Ligové poháry | Ligové poháry | Kontinentální poháry | Kontinentální poháry | Kontinentální poháry | Celkem | Celkem |
| Sezóna  | Klub    | Soutěž    | Zápasy | Góly | Soutěž        | Zápasy        | Góly          | Soutěž               | Zápasy               | Góly                 | Zápasy | Góly   |
| ------- | ------- | --------- | ------ | ---- | ------------- | ------------- | ------------- | -------------------- | -------------------- | -------------------- | ------ | ------ |
| 1929/30 | Bologna | Serie A   | 7      | 0    | -             | 0             | 0             | -                    | 0                    | 0                    | 7      | 0      |
| 1930/31 | Bologna | Serie A   | 6      | 0    | -             | 0             | 0             | -                    | 0                    | 0                    | 6      | 0      |
| 1931/32 | Bologna | Serie A   | 5      | 0    | -             | 0             | 0             | Stř.P                | ?                    | ?                    | 5+     | 0+     |
| 1932/33 | Bologna | Serie A   | 3      | 0    | -             | 0             | 0             | -                    | 0                    | 0                    | 3      | 0      |
| 1933/34 | Bologna | Serie A   | 4      | 0    | -             | 0             | 0             | Stř.P                | ?                    | ?                    | 4+     | 0+     |
| 1934/35 | Bologna | Serie A   | 24     | 0    | -             | 0             | 0             | -                    | 0                    | 0                    | 24     | 0      |
| 1935/36 | Bologna | Serie A   | 7      | 0    | IP            | 1             | 0             | Stř.P                | ?                    | ?                    | 7+     | 0+     |
| 1936/37 | Bologna | Serie A   | 5      | 0    | IP            | 1             | 0             | Stř.P                | ?                    | ?                    | 5+     | 0+     |
| 1937/38 | Řím     | Serie A   | 20     | 0    | IP            | 1             | 0             | -                    | 0                    | 0                    | 21     | 0      |
| 1938/39 | Řím     | Serie A   | 25     | 0    | IP            | 3             | 1             | -                    | 0                    | 0                    | 28     | 1      |
| 1939/40 | Řím     | Serie A   | 26     | 0    | IP            | 2             | 1             | -                    | 0                    | 0                    | 28     | 1      |
| 1940/41 | Řím     | Serie A   | 25     | 0    | IP            | 6             | 0             | -                    | 0                    | 0                    | 31     | 0      |
| 1941/42 | Řím     | Serie A   | 29     | 2    | IP            | 1             | 1             | -                    | 0                    | 0                    | 30     | 3      |
| 1942/43 | Řím     | Serie A   | 14     | 2    | -             | 0             | 0             | -                    | 0                    | 0                    | 14     | 2      |
| 1945/46 | Inter   | 1. divize | 2      | 0    | -             | 0             | 0             | -                    | 0                    | 0                    | 2      | 0      |
| Celkově | Celkově | Celkově   | 202    | 4    | -             | 14            | 3             | -                    | ?                    | ?                    | 216+   | ?7+    |

## Hráčské úspěchy

### Klubové
- 3× vítěz italské ligy (1935/36, 1936/37, 1941/42)
- 2x vítěz středoevropského poháru (1932, 1934)

### Reprezentační
- 1x na MS (1938 - zlato)